# Cratere Zumurrud
Zumurrud è un cratere sulla superficie di Encelado.